# واراد سين
واراد سين هو ملك أموري لسلالة لارسا حكم من سنة 1770 ق م حتى سنة 1758 ق م، خلف الحكم من أبيه سيلي أدد وخلفه في الحكم إبنه ريم سين الأول، تمكن هذا الملك من احتلال إيسن و كازالو.